# Monosilan
Monosilan ist der einfachste Vertreter der Silane (auch Siliciumwasserstoffe genannt) und somit das Siliciumanalogon von Methan, CH4. Es hat – im Gegensatz zu Methan – einen unangenehmen, abstoßenden Geruch.

## Herstellung
Monosilan kann im Labor durch Reaktion von Magnesiumsilicid mit Salzsäure hergestellt werden. Technische Herstellungsverfahren beruhen auf der Hydrierung von Siliciumtetrachlorid mit Lithiumhydrid im Lithiumchlorid/Kaliumchlorid-Eutektikum,
{\displaystyle \mathrm {SiCl_{4}\ +\ 4\ LiH\longrightarrow \ SiH_{4}\ +\ 4\ LiCl} }
bzw. auf der Dismutation von Hydrogenchlorsilanen, wie z. B. Trichlorsilan.

## Chemische Eigenschaften
Monosilan ist hoch entzündlich und pyrophor, d. h., Monosilan entzündet sich an der Luft selbst. Bei der Verbrennung entstehen Siliciumdioxid und Wasserdampf.
{\displaystyle \mathrm {SiH_{4}+2\,O_{2}\rightarrow SiO_{2}+2\,H_{2}O\ \quad \Delta H\ll 0} }
In Wasser bei einem pH-Wert oberhalb von 7 zersetzen sich Silane zu Kieselsäure und Wasserstoff:
{\displaystyle \mathrm {SiH_{4}+4\,H_{2}O\ _{\overrightarrow {\mathrm {pH\ >\ 7} }}\ Si(OH)_{4}+4\,H_{2}} }
Monosilan und Wasser bilden Kieselsäure und Wasserstoff.
Unter Luft- und Feuchtigkeitsausschluss ist Monosilan bis ca. 300 °C stabil. Darüber tritt Zerfall in Silicium und Wasserstoff ein.
{\displaystyle \mathrm {SiH_{4}\rightarrow Si+2\,H_{2}\ } }
Durch Einwirkung von Halogenen oder Halogenwasserstoff in Gegenwart von Aluminiumchlorid lassen sich die Wasserstoffatome der Reihe nach ersetzen.
{\displaystyle \mathrm {SiH_{4}+\ HCl\ {\xrightarrow {>100\,{}^{\circ }C}}\ ClSiH_{3}+\,H_{2}} }
Bei der Umsetzung von Monosilan mit Alkalimetallen z. B. in Ethylenglycoldimethylether bilden sich die Silylverbindungen der entsprechenden Metalle:
{\displaystyle \mathrm {SiH_{4}+\ K\ {\xrightarrow {}}\ KSiH_{3}+\,0.5\ H_{2}} }
{\displaystyle \mathrm {SiH_{4}+\ 2\ K\ {\xrightarrow {}}\ KSiH_{3}+\,KH} }
Die UN-Nummer von Monosilan ist 2203, der Gefahrzettel 2.1.

## Verwendung
Monosilan wird zur Abscheidung von Silicium-, Siliciumoxid- und Siliciumnitridschichten verwendet. Daher wird Monosilan hauptsächlich in der Halbleiterfertigung oder bei der Herstellung von Solarzellen eingesetzt.